# Guelmim
Guelmim (in arabo كلميم‎?; in berbero: ⴳⵍⵎⵉⵎ) è una città del Marocco, capoluogo della provincia omonima, nella regione di Guelmim-Oued Noun.
La città è conosciuta anche come Kulmim, Kulmim, Gulimim, Goulimime, Guelmime, Goulmim e Kalmīm . Si tratta di un termine berbero molto diffuso nella toponomastica nordafricana per designare laghi e specchi d'acqua (in arabo guelta).